# Groninger Kunstenaars Kollektief

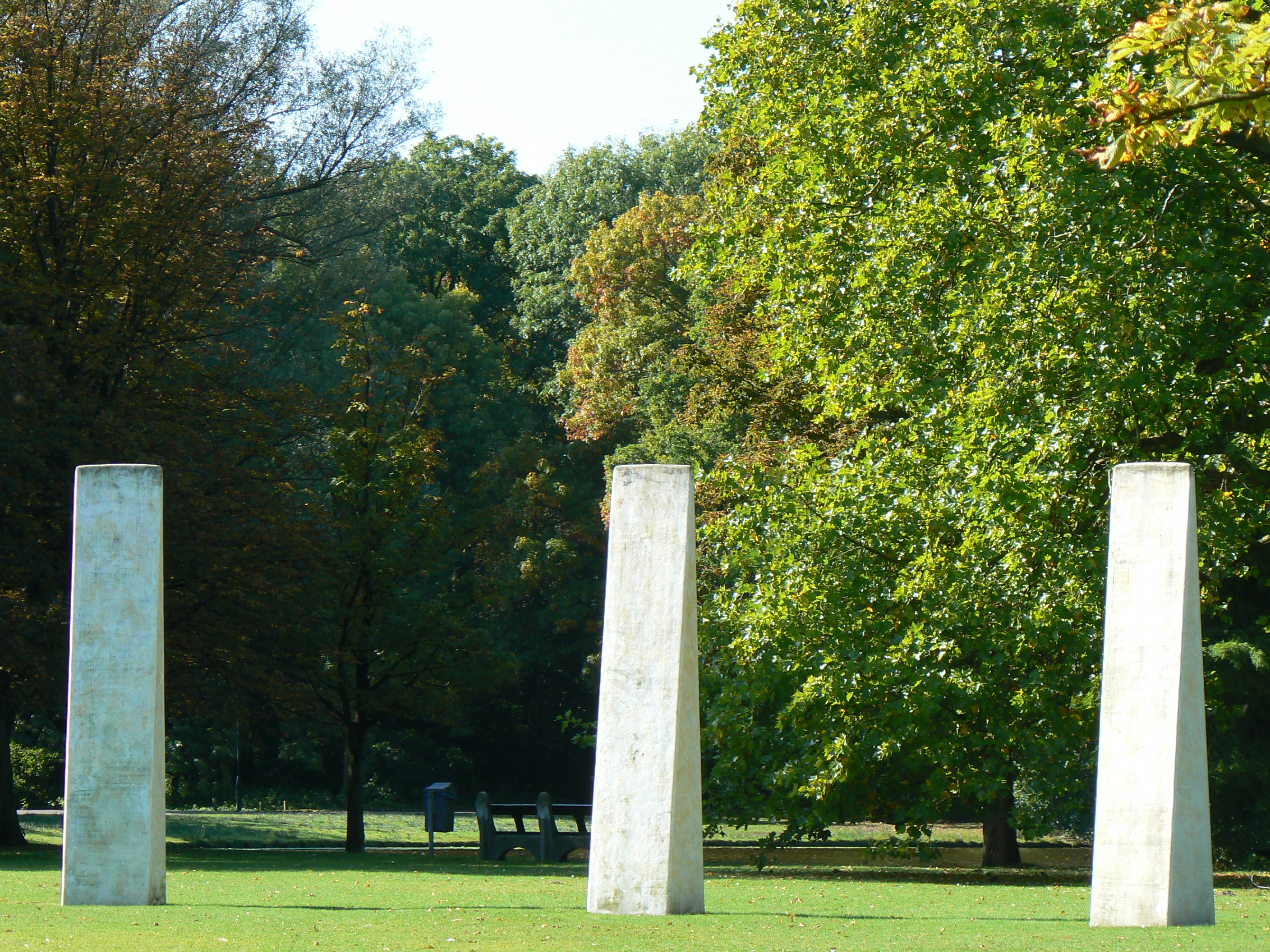
Drie wiggen van Fred Mennens in het Stadspark. Het werk werd gemaakt voor Zomerbeelden ’84, een expositie van het GKK.

Het Groninger Kunstenaars Kollektief, ook GKK, (1981-1998) is een voormalig Nederlands kunstcollectief.

## Geschiedenis
Uit onvrede met het gevoerde beleid van De Ploeg, met name op het gebied van tentoonstellingen, verlieten vijftien kunstenaars de in september 1980 gehouden ledenvergadering. Eddy Roos, Harm van Weerden, Martin den Hollander, Maria Klinkenberg, Kees Snikkers, Geert Meyer en een aantal anderen verzamelden zich in café Radehoek in Groningen om te praten over een oplossing. In januari 1981 richtten zij het Groninger Kunstenaars Kollektief op. Doel was "Het vormen van een organisatie die het publiek confronteert met uitingen van professioneel werkende kunstenaars en de belangen van onderlinge contacten van kunstenaars; de vereniging tracht het doel te bereiken door het organiseren van tentoonstellingen, performances, installaties, projecten en kunstmanifestaties in het algemeen en probeert op alle wijze mee te werken aan een levendig kunstklimaat." Snikkers werd de eerste voorzitter. 
Aanvankelijk werd geëxposeerd in De Oosterpoort in Groningen, vanaf 1984 in de Der Aa-kerk. Hoewel de vereniging jaren zeer succesvol was, bleek bij het tienjarig bestaan dat het ledental was teruggelopen van 220 naar 60 kunstenaars. Onenigheid over de expositie in de Aa-kerk van 1993 leidde tot onvrede binnen het Kollektief. In 1996 werd de stichting Aa-kunst opgericht, die koos voor een breder aanbod van kunstenaars op de exposities en de band met het GKK werd verbroken.
Het Kollektief stierf een stille dood en werd per 13 mei 1998 officieel opgeheven.

## Exposities
In oktober 1981 werd de eerste tentoonstelling van het GKK gehouden in De Oosterpoort, 70 kunstenaars namen hieraan deel. Ook in de daarop volgende jaren exposeerde men in De Oosterpoort, met als thema's Nat van de kwast (1982), De Doos van Pandorra (1983) en Kinderen van Orwell (1984). In de zomer van 1984 werd in het Stadspark de buitenexpositie Zomerbeelden ’84 gehouden. Vanaf dat jaar werd de Aa-kerk gebruikt als locatie voor de jaarlijkse verkoopexposities.